# LW de la Cabellera de Berenice
LW de la Cabellera de Berenice (LW Comae Berenices) és un estel en la constel·lació de la Cabellera de Berenice de magnitud aparent +6,31. S'hi troba a 57 anys llum de distància del Sistema Solar.
LW de la Cabellera de Berenice és una nana groga de tipus espectral G5V -també classificada com a G7V- i ~ 5.640 K de temperatura efectiva. Semblant al Sol en molts aspectes -cal classificar-la com a anàleg solar-, brilla amb el 83% de la lluminositat solar, sent el seu radi el 92% del del nostre estel. Té una metal·lictat -abundància relativa d'elements més pesats que l'heli- superior a la del Sol en un 26%. Aquesta tendència s'observa en elements com el ferro, magnesi, calci, titani i crom.
D'igual massa que el Sol, LW de la Cabellera de Berenice rota més de pressa que aquest, amb una velocitat de rotació d'almenys 2,60 km/s. Encara que no existeix un clar consens sobre la seva edat, és, sens dubte, un estel molt més jove que el Sol; l'edat més acceptada per LW Comae Berenices se situa entre 1.220 i 1.320 milions d'anys, enfront dels 4.600 milions d'anys d'antiguitat del Sol. És un estel variable BY Draconis, on les variacions de lluminositat estan associades a la rotació; l'amplitud de la variació és de 0,1 magnituds, sent el període de 15,8 dies.